# Lampranthus marcidulus
Lampranthus marcidulus är en isörtsväxtart som beskrevs av Nicholas Edward Brown. Lampranthus marcidulus ingår i släktet Lampranthus och familjen isörtsväxter. Inga underarter finns listade i Catalogue of Life.